# Euacidalia quakerata
Euacidalia quakerata là một loài bướm đêm trong họ Geometridae.